# Destrero

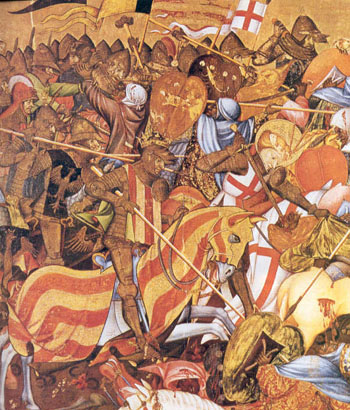
Tabla central del Retablo del Centenar de la Pluma (datado entre 1401 y 1405), que representa la batalla del Puig, el 1237. Atribuido inicialmente a Marçal de Sax, y con posterioridad a Miquel Alcañiz. Londres: Victoria and Albert Museum.

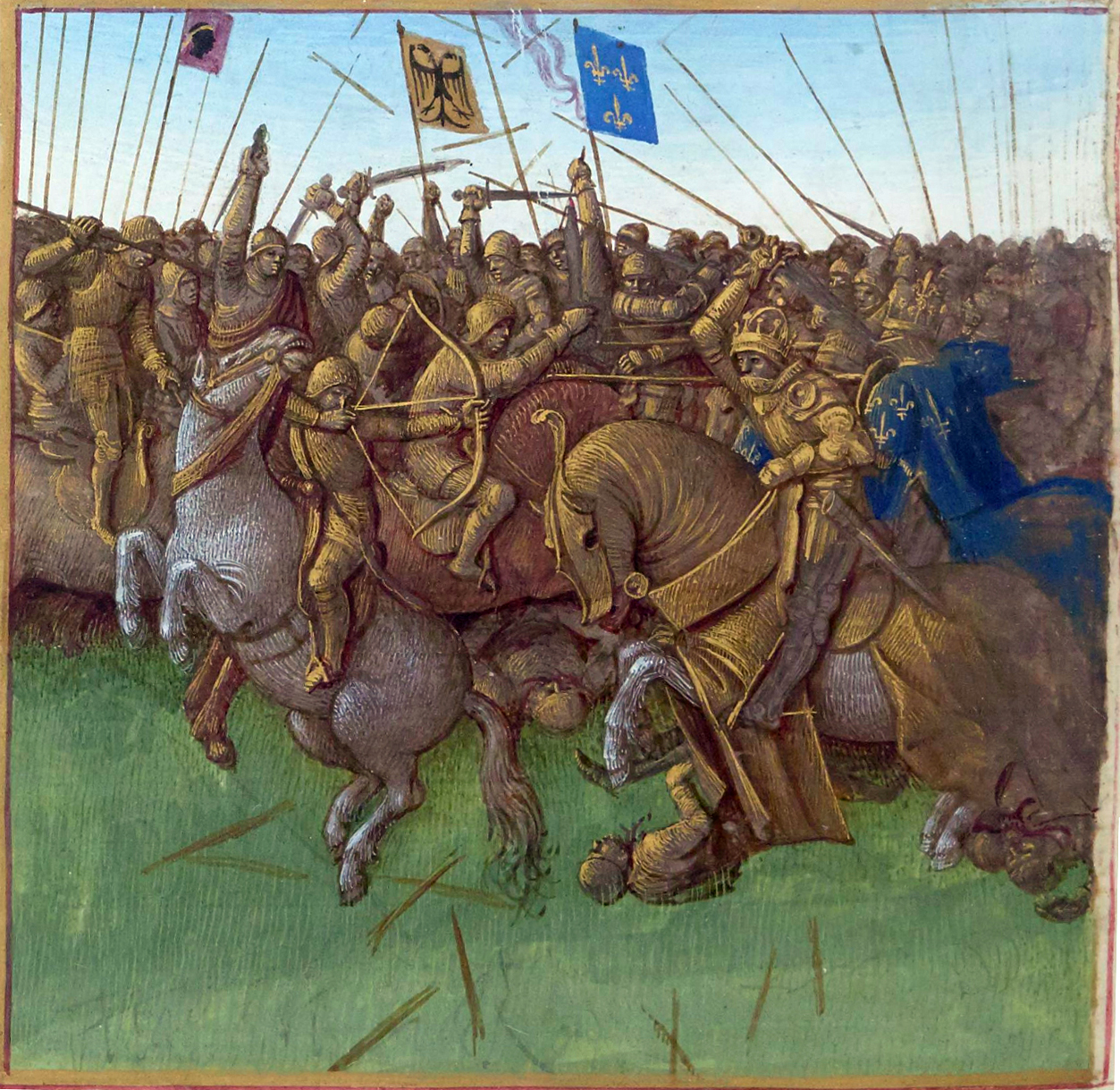
Un destrero (a la derecha en primer plan), según una miniatura de las Grandes Chroniques de France, de Jean Fouquet.

El destrero o destrier era el tipo de caballo de guerra más valioso de la época medieval. Era el caballo que montaban los caballeros en batallas, justas  y torneos. Las fuentes inglesas contemporáneas lo denominaban Great Horse, más por sus características que por su altura.
El término destrero deriva del latín vulgar dextrarius, que significa derechista. La denominación hace referencia a la manera de llevar el escudero el caballo a la mano derecha, en diestro, mientras que el caballero montaba un caballo inferior. Así, el destrero llegaba a la batalla descansado, sin que lo hubiera cabalgado nadie.
Los destreros eran animales caros y escasos, que no estaban al alcance de todos los caballeros. Las monturas habituales eran los rocines y los corceles. En muchos documentos no hay ninguna diferencia entre los destreros y los corceles.

## Características

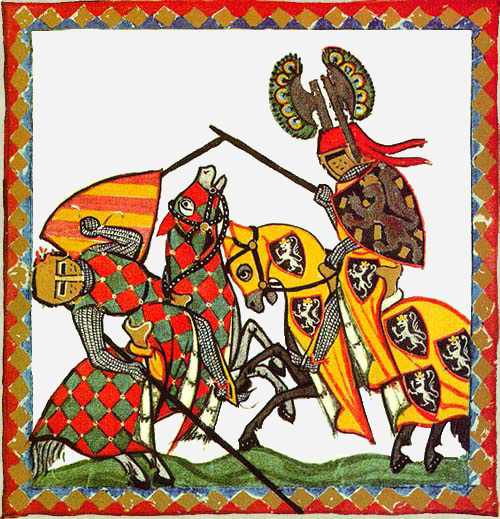
Dos destreros albardados según una miniatura del Códice Manesse.

Hay mucha controversia sobre las características de los destreros. No se trataba de una raza especial de caballos. Un destrero hacía falta que no fuera demasiado pequeño y era indispensable que tuviera fuerza y nervio.
Los destreros eran machos enteros y adiestrados para atacar al enemigo de todas las maneras: mordiendo, dando coces, saltando cuando hacía falta o empujando con el pecho.
- Contrariamente a la creencia popular un destrero era mucho más pequeño que los caballos de tiro actuales (Shire, Percherón, Boloñés,…), la altura de los cuales fue obtenida a partir del siglo XVIII.
  - La altura del caballo Percherón pasó de 1,55-1,60 (año 1875) hasta 1,56-1,72 en la actualidad.[11][12]
- Algunos estudios modernos han llegado a la conclusión que un destrero medieval debía de ser parecido a un caballo andaluz actual. Con un peso de 550-500 kg y una altura a la cruz de 1,40-1,60 metros.[13]

La mayoría de los caballos medievales eran pequeños según los criterios actuales.

### Precio
El precio de compra-venta o de estimación (de cara a posibles indemnizaciones) de un caballo es una cifra que hay que considerar con prevención. Por un lado se trata de un valor objetivo (en un lugar concreto y una fecha determinada). Desde otro punto de vista, hay que considerar la ley de la  oferta y la demanda.
Aceptando los principios anteriores, una lista de precios puede ser más ilustrativa que otras comparaciones.
| Año  | Tipo de caballo            | Precio                 | Notas                                             |
| ---- | -------------------------- | ---------------------- | ------------------------------------------------- |
| 1131 | caballo negro              | 1000 sueldos           | "equum meum nigrum"                               |
| 1259 | rocín                      | 900 sueldos            | [ 15 ]                                            |
| 1265 | caballo                    | 1800 sueldos           | Valencia.                                         |
| 1281 | caballo blanco de oro      | 400 sueldos            | [ 17 ]                                            |
| 1292 | dextrarius / equus         | 24 marcos/ 4marcos     | [ 18 ]                                            |
| 1292 | rocín                      | 300 sueldos            | [ 19 ]                                            |
| 1298 | destrero                   | 100 marcos (de plata?) | Falkirk                                           |
| 1303 | rocín                      | 500 sueldos            | sueldos de Barcelona                              |
| 1306 | rocín                      | 700 sueldos            | sueldos reales de Murcia                          |
| 1321 | dextrarius                 | 36 marcos de plata     | [ 21 ]                                            |
| 1337 | caballo                    | 4000 sueldos           | sueldos de Jaca                                   |
| 1338 | caballo de pelaje moreno   | 60 libras de Barcelona | [ 22 ]                                            |
| 1340 | destrero liardo            | 200 ducados            | Gonzaga                                           |
| 1340 | destrero                   | 200 ducados            | Gonzaga                                           |
| 1342 | destrero                   | 100 marcos             | [ 23 ]                                            |
| 1342 | horse                      | 40 marcos              |                                                   |
| 1355 | rocín                      | 360 sueldos            | pagados en Cagliari                               |
| 1365 | rocín                      | 400 sueldos            | sueldos de Barcelona                              |
| 1403 | caballo castaño            | 2 onzas (de oro?)      | "equus pili bayi cum silla te freno", en Palermo. |
| 1419 | rocín                      | 310 sueldos            | [ 25 ]                                            |
| 1461 | caballo de Carlos de Viana | 3.900 sueldos          |                                                   |
| 1474 | caballo "bayardo"          | 100 coronas de oro     | Testamento de Catherine de Cantaloup.             |

Según estudiosos del tema, el precio de compra de un caballo era menos significativo que los gastos necesarios para su mantenimiento.

#### destreros milsoudor
Un adjetivo que definía la calidad de un destrero a partir del precio era “milsoudor”. Significando “mil sueldos de oro”, en latín “caballus mille solidorum ”. Hay varias grafías documentadas: misoudor, missoudor, mussoudor, mussaudour, ...

### Resúmenes de precios
- Un resumen de precios de caballos al siglo XIII podría ser el siguiente:
  - destreros, entre 60 y 120 marcos
  - caballos, entre 20 y 40 marcos
  - rocines, entre 5 y 8 marcos[32]

- 1267. En una estimación de caballos hecha a Lille  constan las cantidades siguientes:
  - un cheval appelé Mouton, 300 libras de Tours
  - un cheval noir (moriel), 250 libras
  - un cheval, 125 libras
  - un cheval , 225 libras
  - un cheval 120 libras
  - un cheval, 240 libras
  - un coursier, 40 libras
  - 22 chevaux de ses écuyers, 908 libras  ( unas 41 libras por caballo)[33]

- Otro resumen de precios de caballos, para el periodo 1424-1447, correspondiendo a las guerras de Alfons el Magnánimo se indica a continuación:[34][35]
  - destreros y cossers, caballos de primera: 1.100-5.000 sueldos (100-500 florines; 60-70 ducados)
  - caballos ordinarios, rocines: 330-660 sueldos (30-60 florines; 15-30 ducados)

### Adiestramiento

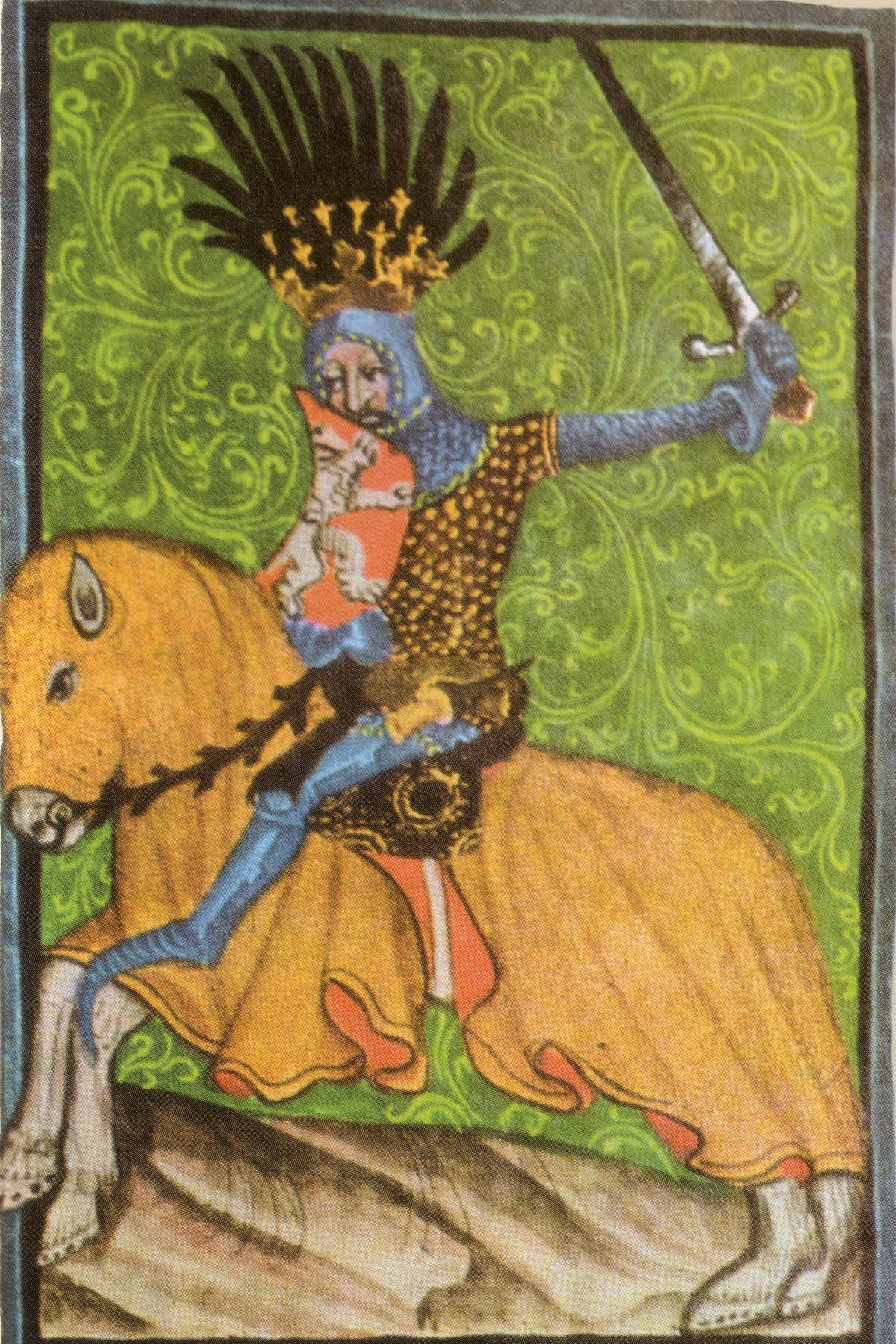
Juan I de Luxemburgo a caballo de un destrero.

Caballo y armadura de torneo de Carlos X Gustavo de Suecia, 1660.

Además de una cierta altura y corpulencia (ambas moderadas según los patrones actuales) y un carácter adecuado (fogosidad controlada o controlable), algunos autores han insistido sobre el papel fundamental de un buen adiestramiento de los destreros. El caballero armado tiene que ser capaz de hacer obedecer su caballo en medio del fragor  y el caos de la batalla.

### Temperamento
Uno de los aspectos importantes en un caballo de guerra como el destrero es su coraje. Entendiendo por coraje una calidad más fácil de entender que de explicar y, lógicamente, muy diferente del coraje entre los humanos . Un caballo brioso tiene que responder fielmente las órdenes del jinete, sin asustarse de ruidos extraños, del lustre de las armas del enemigo o dificultades similares.
Generalmente, los animales de las razas más nobles son más briosos. Más “valientes”.  Los sementales tienen más coraje que las yeguas o los caballos castrados.
La supuesta valentía de los caballos de guerra en el combate ha sido recogida en la literatura y algunas obras especializadas desde el Libro de Job.  En suyo poema épico la Tebaida, Estaci menciona el comportamiento de los caballos en el combate. En unos casos habla de caballos excitados y animados por los sonidos de la guerra. En otros comenta el temor de los caballos que solamente estaban acostumbrados a cazar y que demuestran ser poco fiables para el jinete.
Cerca del año 630 ,  Isidor de Sevilla en su obra enciclopédica Originum s. Etymologiarum Libri XX' ( conocida como Etimologías), insistía en carácter predispuesto a la guerra de los caballos.